# Copicucullia bistriga
Copicucullia bistriga är en fjärilsart som beskrevs av Smith 1892. Copicucullia bistriga ingår i släktet Copicucullia och familjen nattflyn. Inga underarter finns listade i Catalogue of Life.